# Symphonie no 88 de Joseph Haydn
La Symphonie no 88 en sol majeur Hob. I:88 est une symphonie du compositeur autrichien Joseph Haydn. Elle fut composée en 1787 et est en quatre mouvements.

## Analyse de l'œuvre
1. Allegro, en sol majeur, à 
, 268 mesures
2. Largo, en ré majeur, à 
, 113 mesures
3. Menuetto - Trio, en sol majeur, à 
, 70 mesures
4. Allegro con spirito, en sol majeur, à 
, 221 mesures

Durée: environ 25 minutes
Première reprise du Menuetto:
La lecture audio n'est pas prise en charge dans votre navigateur. Vous pouvez télécharger le fichier audio.
Début de l'Allegro con spirito:
La lecture audio n'est pas prise en charge dans votre navigateur. Vous pouvez télécharger le fichier audio.

## Instrumentation
- Une flûte, deux hautbois, deux bassons, deux cors, deux trompettes, timbales, cordes.